# (177722) Pelletier
(177722) Pelletier est un astéroïde de la ceinture principale.

## Description
(177722) Pelletier est un astéroïde de la ceinture principale. Il fut découvert le 11 avril 2005 à Kitt Peak par Marc William Buie. Il présente une orbite caractérisée par un demi-grand axe de 2,30 UA, une excentricité de 0,14 et une inclinaison de 3,5° par rapport à l'écliptique.